# Holmwood House

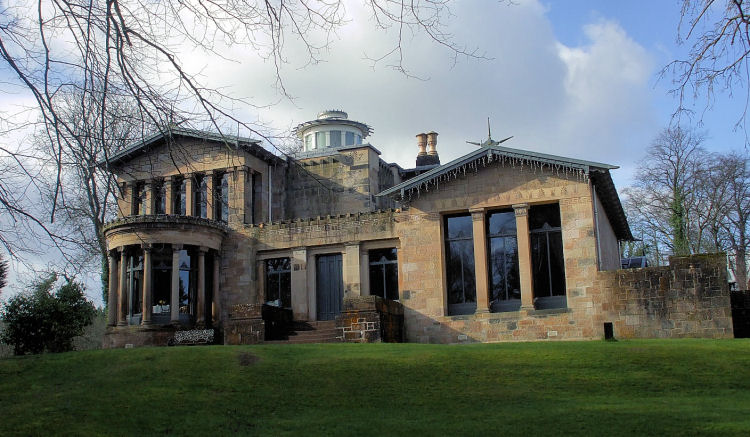
Holmwood House

Holmwood House ist eine Villa in der schottischen Stadt Glasgow. 1967 wurde das Bauwerk in die schottischen Denkmallisten in der höchsten Denkmalkategorie A aufgenommen.

## Geschichte
Der Papierindustrielle James Couper gab die Villa in Auftrag. Er betraute den schottischen Architekten Alexander Thomson mit der Gestaltung des Gebäudes. Holmwood House wurde 1858 fertiggestellt. Die Gesamtkosten beliefen sich auf rund 2600 £. Teile des Innenraums gestaltete der Künstler Daniel Cottier. Um 1865 wurde ein Gärtnerhaus hinzugefügt, das Thomson ebenfalls entwarf. Der Bau schlug mit rund 1010 £ zu Buche und wurde in den 1960er Jahren abgebrochen. Holmwood House wurde in den 1960er Jahren sowie 1998 restauriert. Zwischen 1958 und 1994 gehörte das Gebäude den Missionsschwestern Unserer Lieben Frau, die Nebengebäude einreißen ließen und die Wandbemalungen überstrichen.
1994 übernahm der National Trust for Scotland das Objekt. Im Jahr 2024 betrug die Besucherzahl etwa 5.000 Personen.
Als Glasgow 1999 UK City of Architecture and Design war, gab die Clydesdale Bank eine 20-Pfund-Note, welche die Kuppel von Holmwood House und ein Porträt Thomsons zeigte heraus.

## Beschreibung

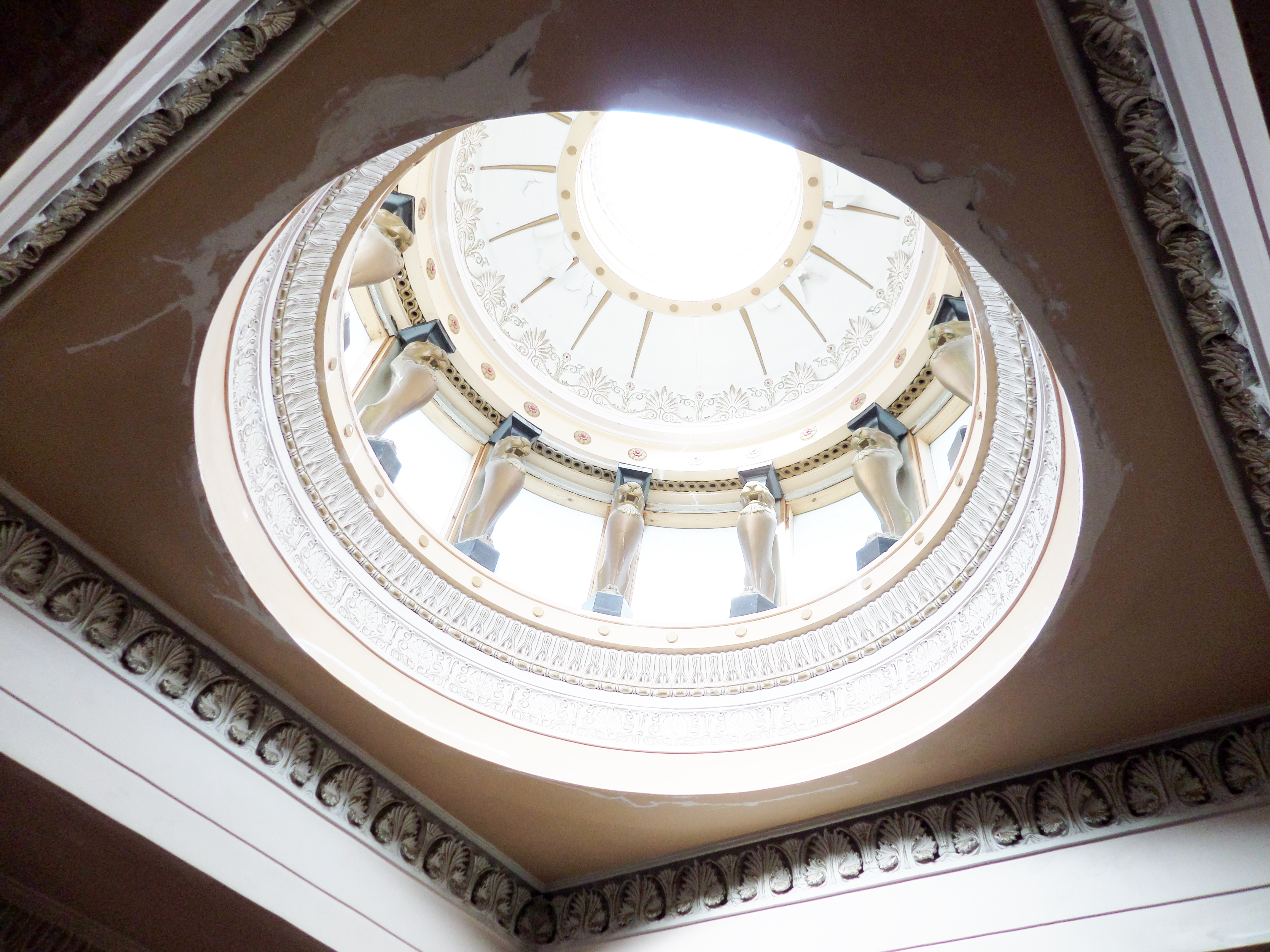
Aufsitzende Laterne

Die Villa steht am linken Ufer des White Cart Waters im südlichen Glasgower Stadtteil Cathcart. Wie üblich für Arbeiten Thomsons, ist die große Villa im Greek-Revival-Stil ausgestaltet. Holmwood House ist asymmetrisch mit uneinheitlichen ein- und zweistöckigen Elementen aufgebaut. Die flach geneigten Dächer sind mit Schiefer eingedeckt. Markant ist die aufsitzende Laterne. Der Innenraum ist reich ornamentiert. Im Speisesaal befindet sich ein Fries, der auf 21 bemalten Platten Szenen aus Homers Ilias zeigt.